# Эгускиса, Хуан Баутиста
Хуан Баутиста Луис Эгускиса Исаси (исп. Juan Bautista Luis Egusquiza Isasi; 25 августа 1845, Асунсьон — 24 августа 1902) — парагвайский военный, президент Парагвая.

## Биография
Родился в 1845 году в Асунсьоне; его родителями были Камило Эгускиса и Исабель Исаси. Учился в Аргентине и Уругвае, среди его одноклассников был будущий президент Аргентины Хулио Рока. Вернулся в Парагвай после Парагвайской войны, во время которой состоял в Парагвайском легионе противников президента Лопеса. Делал карьеру в армии, в 1892 году получил звание бригадного генерала.
С февраля по март и с октября по ноябрь 1891 года возглавлял министерство внутренних дел. С января по апрель 1894 года был министром армии и флота в правительстве Хуана Гуальберто Гонсалеса. В июне 1894 года вынудил президента Гонсалеса уйти в отставку, а в ноябре сам стал президентом. Стремясь обеспечить мир в стране, составил правительство целиком из гражданских лиц, принадлежащих к различным политическим течениям. Во время правления Эгускисы продолжался спор с Боливией относительно принадлежности региона Чако.